# Палацо Джузиана
Палацо „Джузиана“ (на итал. Palazzo Giusiana) е историческа сграда в град Ивреа, Пиемонт, Северна Италия.

## История
Има неясноти относно периода на изграждане на сградата. Въпреки това се предполага, че тя се е развила от рицарска кула от XV век, която впоследствие е била силно променена към края на XVI век и началото на XVII век, както се вижда от късните ренесансови форми, които характеризират голяма част от структурата.
През 1635 г. монсеньор дела Киеза описва сградата като „Най-красивият и великолепен дворец, който е построен отвъд Дора, както в Пиемонт, така и от барон Пероне“. Сградата се появява и в Theatrum Statuum Sabaudiae (колекцията от изображения на резиденции, църкви, места, които са били част от Савойските държави в края на XVII век.) с надпис „P. del B. Perrone“. Следователно може да се каже с известна сигурност, че семейство Пероне ди Сан Мартино е първият собственик на сградата и неин вероятен поръчител.
Сградата е принадлежала на семейството до 1799 г. След като в нея отсяда Наполеон Бонапарт за няколко дни през 1800 г., дворецът става седалище на префектурата на Департамент Дора по време на френското господство. След това имотът преминава за кратко у сем. Гарда, а след това у сем. Джузиана, чието име носи и до днес.
В сградата се помещава Съдът на Ивреа почти непрекъснато от края на 19 век до средата на 2010-те години.

## Описание
Сградата с изглед към алеята Лунгодора се намира в югоизточния сектор на историческия център на Ивреа, на терен между Класическия лицей „Карло Бота“ на запад и Парка „Джузиана“ на изток, известен като „Джардинети“. В непосредствена близост са и Кула „Талианти“, Кула „Св. Стефан“ и емблематичният Хотел „Ла Сера“.
Сградата се развива около два вътрешни двора, единият от които има портик на два етажа с колони, носещи кръгли арки и кръстати сводове.